# Chrysopa sajanina
Chrysopa sajanina is een insect uit de familie van de gaasvliegen (Chrysopidae), die tot de orde netvleugeligen (Neuroptera) behoort. 
Chrysopa sajanina is voor het eerst wetenschappelijk beschreven door Navás in 1928.